# クスリのアオキ
株式会社クスリのアオキ（英: KUSURI NO AOKI Co.,Ltd.）は、石川県白山市に本社を置き、石川県を中心に中部・関東・近畿・東北・四国にドラッグストア（薬店）チェーンを展開する企業。ハピコムに加盟。持株会社の株式会社クスリのアオキホールディングス（英: KUSURI NO AOKI HOLDINGS CO.,LTD.）が東京証券取引所プライム市場に上場している。
1869年（明治2年）に「薬種商」として創業したのが起源で、現在の石川県白山市（旧・松任市）において「青木二階堂薬局」を営業。1985年に第１号店（泉ケ丘店）をオープンし薬局の経営からドラッグストアへ転換を図った。北陸地方を主な営業エリアとし、限られた商圏で集中的に出店するドミナント戦略で店舗を拡大している。2007年に100店舗、2016年には300店舗、それ以降は年間100店舗のペースで出店し2025年には1,000店舗を達成している。近年は食品部門も強化、全国各地の中堅スーパーを傘下に収め食品強化型のドラッグストアへと転換する試みも行っている。

## 沿革
- 1869年 - 青木二階堂薬局として創業。
- 1976年 - 商号を有限会社青木二階堂薬局に変更。
- 1985年 - 株式会社クスリのアオキを設立。
- 1997年 - 株式会社ツルハと商品仕入等の相互協力を目的とした業務提携・資本提携。
- 2001年
  - 9月5日 - ウエルシア薬局と業務提携[16]。
  - 同年中 - シンボルマークを改定。
- 2003年
  - 1月22日 - イオン株式会社と商品の共同開発等を目的とした業務提携・資本提携[17]
- 2006年
  - 2月17日 - 東京証券取引所2部に上場[18]。
  - 同年中 - 株式会社青木二階堂を設立（株式会社クスリのアオキ100%出資子会社、2012年11月清算）。
- 2007年 - 石川県金沢市での玉鉾店出店により100店舗を達成。
- 2008年
  - 同年中 - 電子マネーEdy、iDでの支払いが可能になる。
  - 同年中 - 長野県1号店を長野市に出店（現・篠ノ井店）。
- 2011年3月10日 - 東京証券取引所1部に指定替え[19]。
- 2016年
  - 11月16日 - 東京証券取引所1部の上場を廃止[20]。
  - 11月21日 - 筆頭株主である株式会社クスリのアオキホールディングス（同年6月30日に有限会社二階堂より商号変更）を完全親会社とする株式交換を行い、同社の完全子会社となる。株式会社クスリのアオキホールディングスが東京証券取引所1部に上場[21]
- 2018年
  - 12月4日 - 全店舗でPayPayの決済を開始[22]。
- 2019年5月1日 - 本社を白山市横江町に移転[23][24]。
- 2020年
  - 6月30日 - クスリのアオキHDが金沢市にスーパーマーケットを展開する「ナルックス」株式約90%を取得し子会社化[4][5][6][7]。
  - 10月21日 - クスリのアオキHDが京都府宮津市に本社を置くスーパーマーケットチェーンフクヤ株式約95%を取得し子会社化[8][9][10]。
- 2022年
  - 3月1日 - クスリのアオキHDが福島県いわき市に本社を置くスーパーマーケット等の経営する株式会社一二三屋を買収し、吸収合併[25]。
  - 3月1日 - クスリのアオキHDが岩手県一関市に本社を置くスーパーマーケット、ディスカウントショップ等の経営する株式会社ホーマス・キリンヤ及び株式会社フードパワーセンター・バリューを買収し、吸収合併[26]。
- 2023年1月5日 - クスリのアオキが、新潟県糸魚川市のサンエーから食品スーパー事業を譲受。
- 2024年
  - 7月4日 - クスリのアオキが香川県でスーパーマーケット7店舗を展開する株式会社ムーミーの事業譲渡契約を締結。香川県に初進出。5店舗はシステム入れ替え後、10月8日より営業再開、残り2店舗は、2025年初夏にリニューアルオープンを予定している。
  - 9月1日 - 愛媛県新居浜市に本社を置くスーパーマーケットを展開する株式会社ママイをクスリのアオキが吸収合併。
  - 12月5日 - 滋賀県・京都府でスーパーマーケットを展開するハッピーテラダの全株式を取得することを発表[27]。
  - 12月5日 - 岩手県・宮城県・秋田県・山形県でスーパーマーケットを展開する株式会社伏見屋、本間物産株式会社、株式会社トップマート、株式会社 LogiPlanning 仙台が運営する46店舗を譲り受ける事業譲渡契約を締結[28]。店舗は2025年2月に閉店後、順次リニューアルオープン[29]。
- 2025年
  - 6月2日 - クスリのアオキHDが香川県三豊市に本社を置き、スーパーマーケットチェーン「PiCASO」を運営する株式会社ミワ商店の株式約100%を取得し完全子会社化。[30][31][32][33]

## 展開する店舗
現在の店舗の詳細は、公式サイトの店舗検索を参照。
なお、店舗数は2025年6月15日時点での上記店舗検索サイトから引用した。

### 関東地方
- 群馬県 88店舗
- 栃木県 57店舗
- 茨城県 57店舗
- 埼玉県 40店舗
- 千葉県 32店舗

### 中部地方
- 石川県 108店舗
- 富山県 99店舗
  - 中新川郡舟橋村を除く市町に出店している。
- 福井県 60店舗
- 新潟県 85店舗
- 長野県 36店舗
- 山梨県 5店舗
- 岐阜県 69店舗
- 愛知県 50店舗
- 三重県 40店舗
- 静岡県 21店舗

### 近畿地方
- 滋賀県 42店舗
- 京都府 21店舗（久世南店は京都府の第1号店[34]、政令指定都市の出店では新潟市に次いで2番目）
- 奈良県 14店舗
- 大阪府 11店舗
- 和歌山県 1店舗

### 東北地方
- 福島県 24店舗
- 岩手県 25店舗
- 宮城県 17店舗
- 山形県 12店舗
- 秋田県 4店舗

### 四国地方
- 香川県 5店舗
- 愛媛県 8店舗

## 店舗ギャラリー
店舗における「クスリのアオキ」のロゴタイプ表記は店舗により異なっている。主に赤色ベースのものや白色ベースのものが使用されている。

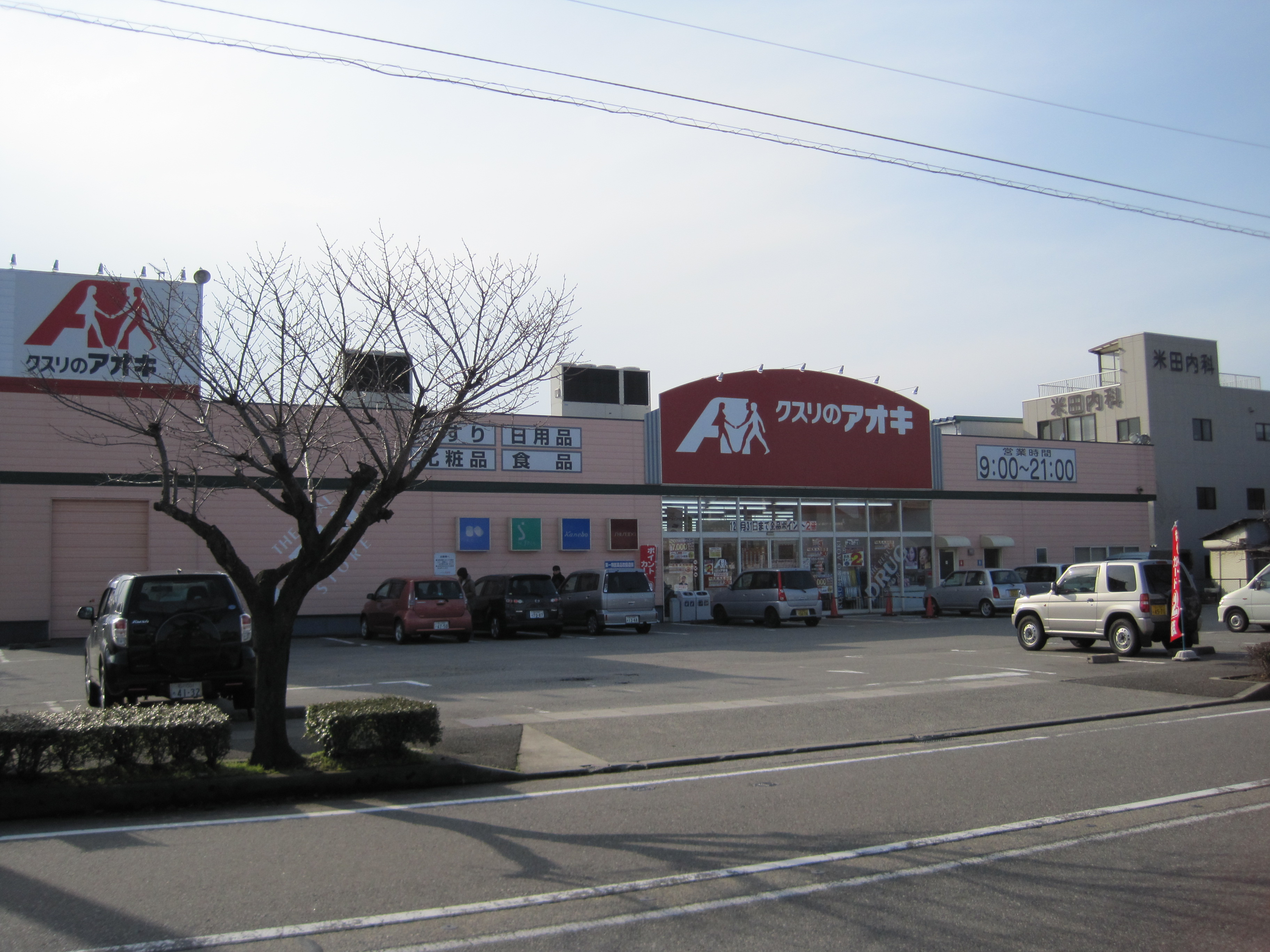
石同新町店（石川県白山市）、店舗看板は赤地
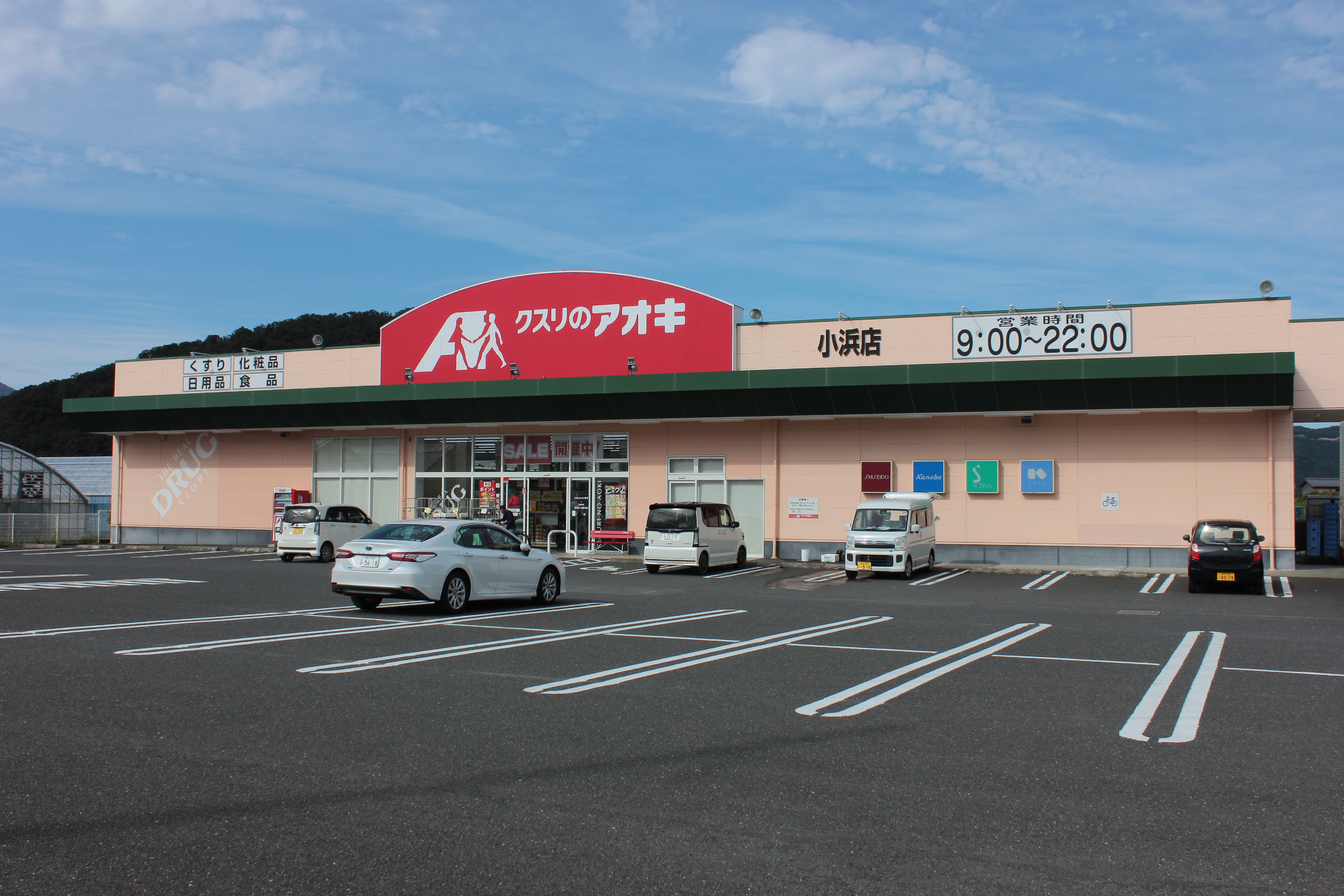
小浜店（福井県小浜市）、店舗看板は赤地
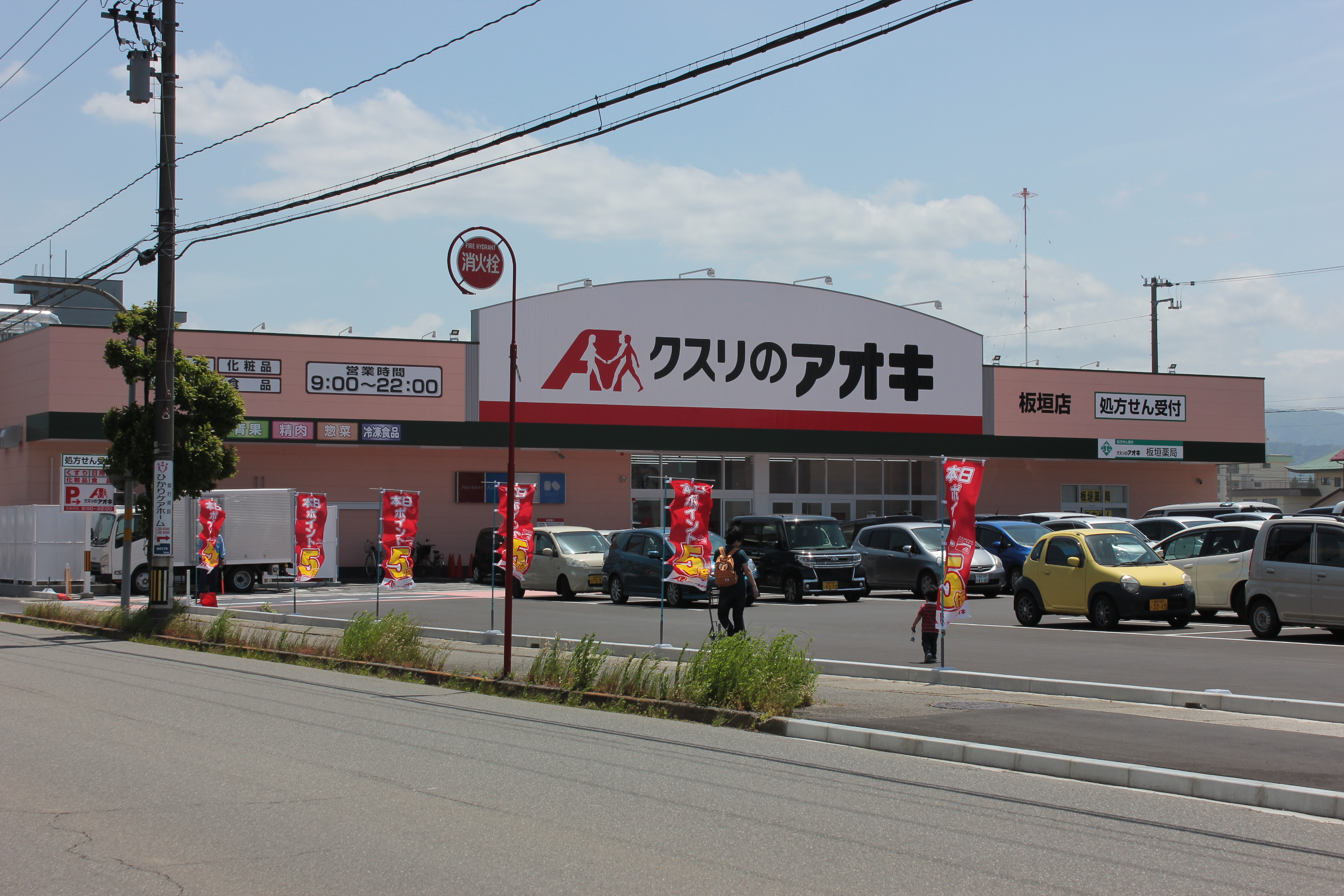
板垣店（福井県福井市）、店舗看板は白地
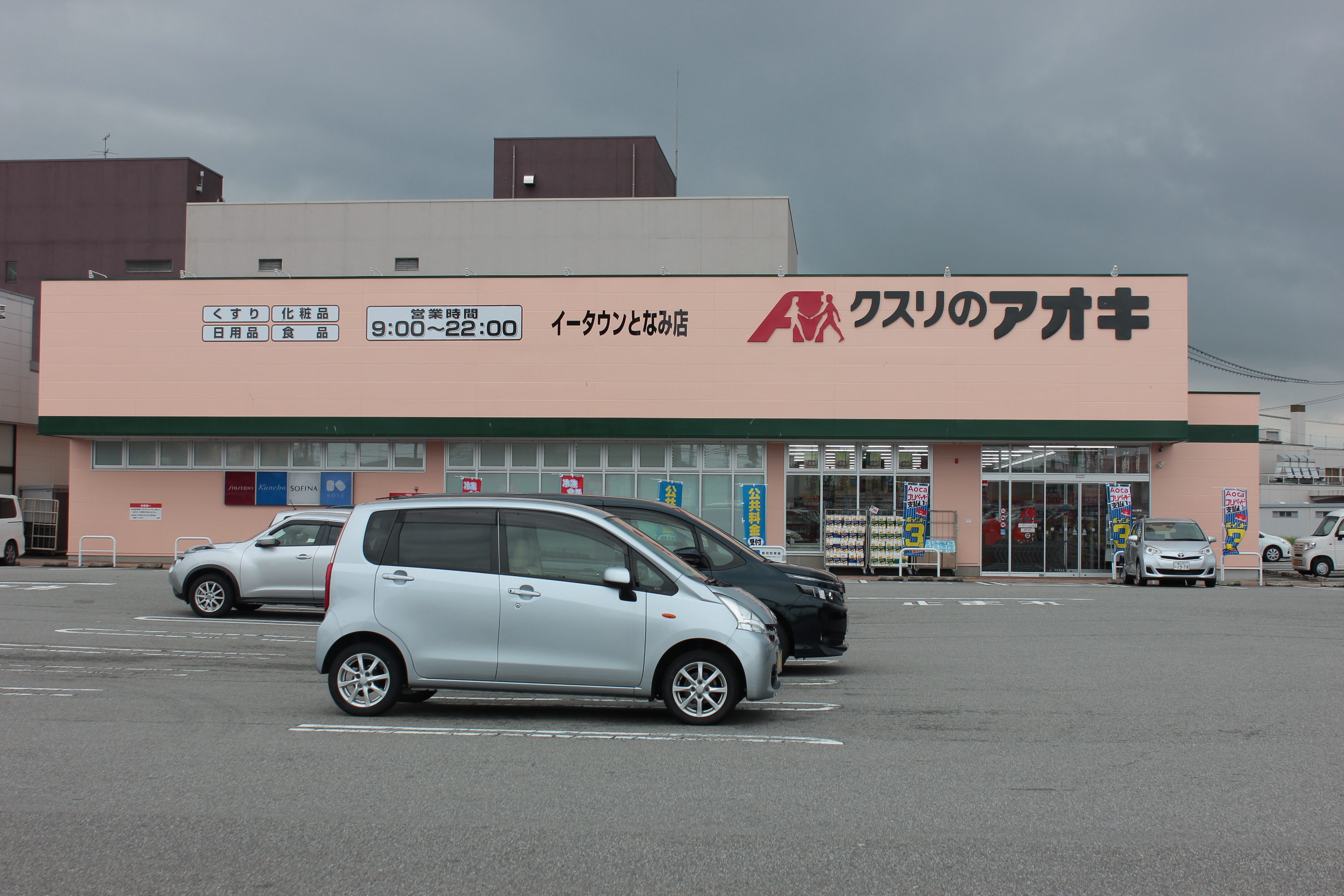
イータウンとなみ店（富山県砺波市）、ロゴは建物に埋め込み
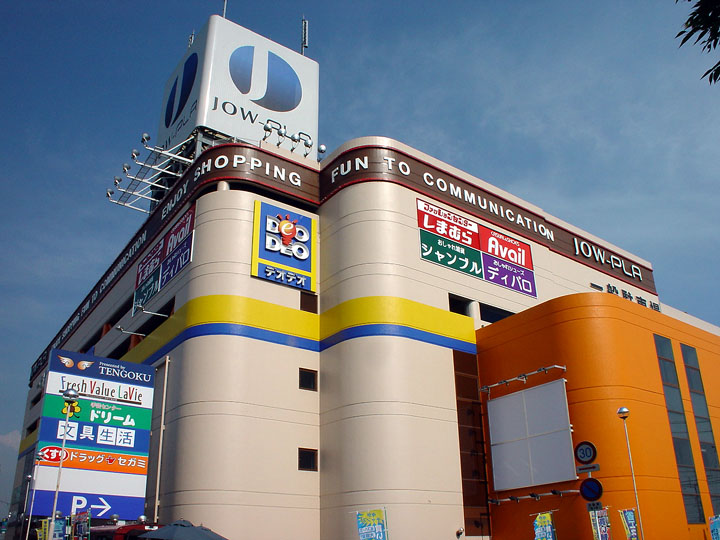
フレッシュバリューラヴィ松山店（愛媛県松山市）
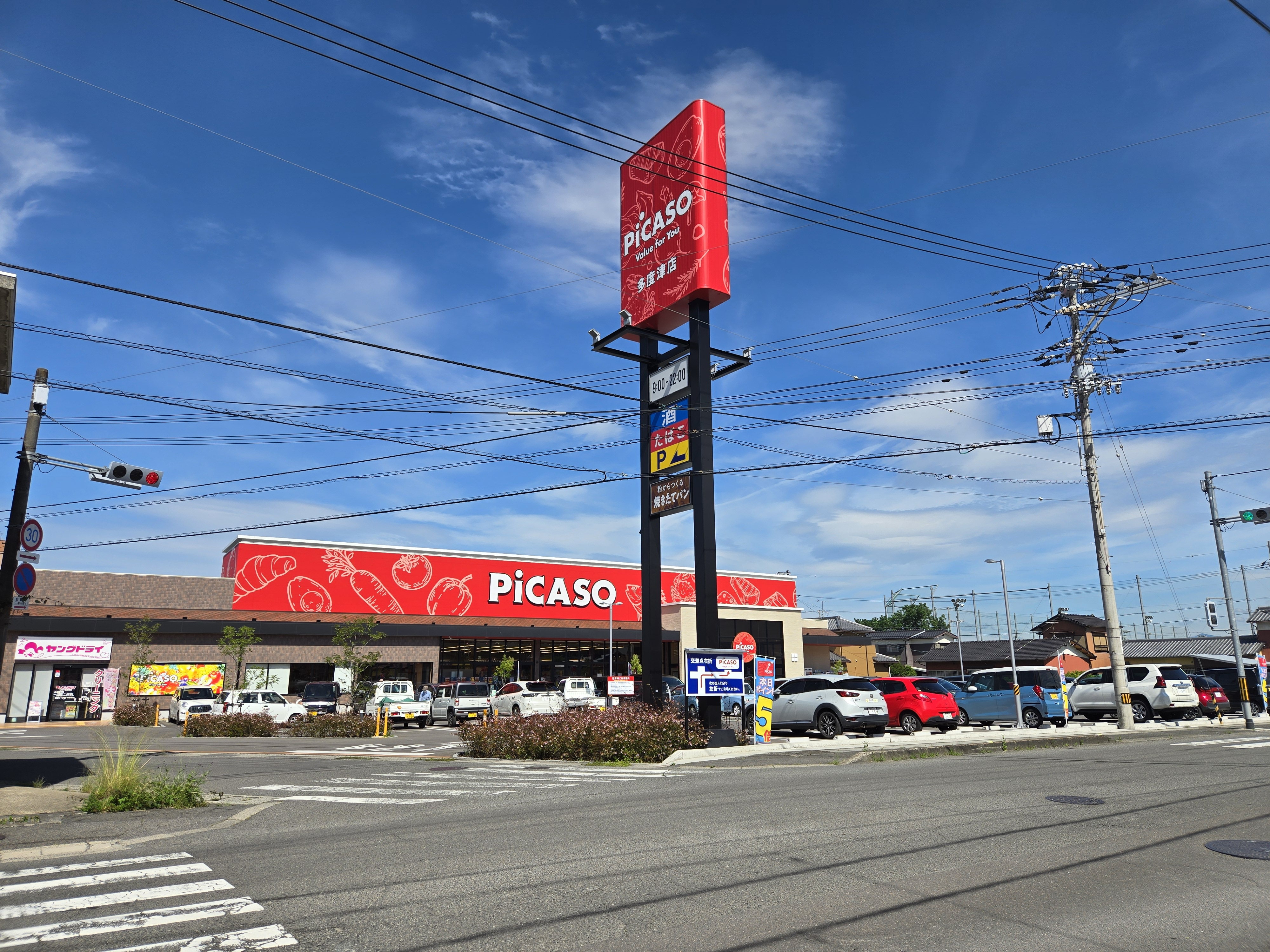
ピカソ多度津店（香川県多度津町）

## かつて存在した店舗
- 本店（旧店）
- 泉ヶ丘店（旧本店2代目）
- いみずの小杉店（富山県射水市。現在はスギ薬局が居抜きで出店）

## 店舗サービス
決済サービス
クスリのアオキでは、以下の電子マネーでの決済を導入している。
- WAON
- 楽天Edy
- iD
- 交通系ICカード全国相互利用サービス - PiTaPaは対象外。
- PayPay
- LINEPay
- 楽天ペイ
- au Pay
- メルペイ
- d払い

メンバーズカード
無料で発行するカードで、100円につき1ポイント、500ポイントで500円分のお買物券が発行される。また、お買物券3枚で2000円分相当として利用が可能。2019年5月27日に、これまでのメンバーズカードを刷新してプリペイド方式のメンバーズカード「Aoca」（アオカ）を導入する。「Aoca」はチャージ機能を持たせたカードで、チャージ機能を持たないメンバーズカードは2020年5月までが有効期限となる。「Aoca」は、2020年に総務省が行っているマイナポイント事業に参入している。
銀行ATM
- イオン銀行 - 北信越地方の一部の店舗（設置店舗は公式サイトの店舗サービス 電子マネー・クレジットなどを参照）
- 北陸銀行 - 北陸地方の一部店舗（設置店舗は北陸銀行公式サイトのまちかどATMのご案内を参照）

## CM起用者
- 岡崎紗絵 - 2019年の創業150年広報部長として起用[24]。なお、岡崎はこれ以前にもCMに出演している。
- 立花裕大 - 2019年の創業150年広報課長として起用[24]。